# Grundschule Stella Maris
Die Grundschule Stella Maris ist eine freie Grundschule mit Betreuungsangebot im Bremerhavener Stadtteil Mitte. Zusammen mit der Oberschule Edith-Stein-Schule bildet sie die Katholische Schule Bremerhaven, die sich in Trägerschaft der Stiftung Katholische Schule in der Diözese Hildesheim befindet. Der Name Stella Maris bezieht sich auf die Anrufung Marias in Form des (rettenden) Meeressterns in der traditionellen Seefahrt wie auch des Sterns, welcher der einzelnen Seele auf dem „Meer des Lebens“ die Richtung weist.

## Geschichte
Im Jahr 2007 verkündete das Bistum Hildesheim das Vorhaben, die Alfred-Delp-Schule in Lehe sowie die Johannesschule in Geestemünde zu schließen. Als Ersatz für beide Abteilungen der Katholischen Schule Bremerhaven sollte eine neue Schule im Stadtteil Mitte neben der bestehenden Edith-Stein-Schule entstehen.
Im Oktober 2009 wurden alle katholischen Kindergärten und die Schulgemeinschaft der Katholischen Schule Bremerhaven aufgerufen, sich im Rahmen eines Wettbewerbs an der Namensfindung der neuen Grundschule zu beteiligen. Im Rahmen einer Feierstunde am 1. Advent 2009 wurde der Öffentlichkeit der Name „Grundschule Stella Maris“ vorgestellt.
Der Grundstein der neuen Schule wurde am 4. November 2010 durch den Weihbischof Nikolaus Schwerdtfeger gelegt. Im Oktober 2011 zogen die Johannesschule und die Alfred-Delp-Schule in das Gebäude der neuen Grundschule in Mitte ein.
Am 31. Oktober 2011 begann der offizielle Unterrichtsbeginn mit 274 Schülerinnen und Schülern in der Grundschule Stella Maris, am 4. November 2011 erfuhr das Gebäude die Weihe durch Bischof Norbert Trelle.
Zur weiteren Geschichte der Schule siehe Geschichte des katholischen Schulwesens in Bremerhaven.

## Besonderheiten

### Kirchliches Profil
Die kirchliche Trägerschaft ist Grundlage einer christlichen Profilierung der Erziehung und des Unterrichts. Der Unterricht wird nach Lehrplänen des Landes Bremen erteilt, zugleich sieht sich die Schule zur Vermittlung christlicher Werte verpflichtet. Der konfessionelle Religionsunterricht findet daher in allen Jahrgangsstufen verpflichtend statt. Das Begehen christlicher Feiertage und schulseelsorgerische Angebote bereichern das Schulleben.

### Unterricht und Betreuung
Die Grundschüler bekommen Englischunterricht von Klasse 2 an. Des Weiteren findet ab Klasse 3 Schwimmunterricht und Textil- und Werkunterricht statt. Ferner bietet die Schule eine Frühbetreuung, ein Mittagessen und eine Betreuung bis 16 Uhr an.

### Schwerpunkt Musik
Musikalische Bildung wird durch eine Kooperation mit der Jugendmusikschule für alle Kinder aller Jahrgangsstufen angeboten. Die Stella Maris nimmt zudem an einem Patenschaftsprogramm des Philharmonischen Orchesters Bremerhaven teil.

### Arbeitsgemeinschaften
In der Nachmittagsbetreuung werden Chor bis Hip-Hop angeboten. In Jahrgang 4 sind verpflichtende Arbeitsgemeinschaften mit den Themen Darstellendes Spiel, Akrobatik, Tanz, Natur, und Judo in der Stundentafel etabliert.

## Sonstiges
- Die Schulgemeinschaft besitzt eine eigene Hymne namens „Stella Maris, zeig uns den Weg!“[8]
- An das Schulgelände grenzte von 1943 bis wahrscheinlich 1944 ein Lager für Zwangsarbeiterinnen aus Kroatien und Polen.[9] Die Ordensschwester Cassiana, die bis zu ihrer Schließung Lehrerin an der Gemeindeschule in Alt-Bremerhaven war, kümmerte sich um die jungen Frauen, indem sie ihnen Deutschunterricht gab und einen Gottesdienst für sie einrichtete.[10]